# Machinarium
Machinarium é um puzzle de aventura de tipo apontar-e-clicar desenvolvido pela Amanita Design. Revela a história de Josef, um robô, após a sua expulsão da cidade de Machinarium.

## Mecânica de jogo
O objetivo de Machinarium é a resolução de uma série de puzzles e desafios mentais. Os puzzles estão ligados por um sobremundo que consiste numa história de aventura em modo apontar-e-clicar. Uma das suas abordagens mais destacáveis consiste na interação com os objetos, sendo que apenas os que se encontrem ao alcance do personagem podem ser clicados.
Machinarium é notável pela ausência de diálogos, sejam eles escritos ou falados, e à exceção de alguns avisos aquando do tutorial, está desprovido de qualquer comunicação escrita. Em vez disso, o jogo faz uso de um sistema de balões de diálogo animados. Existem também cenas secundárias em forma de brinde (ou ovo da páscoa) que só podem ser reveladas se o jogador estiver inativo em certas áreas.
O jogo serve-se de um sistema de dicas de dois níveis. Em cada nível, e apenas por uma única vez, o jogador pode receber uma pista que se vai tornando sistematicamente vaga à medida que o jogo progride. Machinarium também inclui um guia, que pode ser acedido a qualquer momento através de um minijogo. À semelhança do que acontece com os diálogos, o guia não possui comunicação escrita ou falada, em seu lugar uma série de esboços descrevem a tarefa em mãos e a sua solução. No entanto, este apenas revela o que deve ser feito na área, e compete ao jogador perceber como os desafios e eventos do jogo se relacionam com a sua cronologia ou história.

## Desenvolvimento
Machinarium esteve em desenvolvimento por um período de três anos. Os sete desenvolvedores checos financiaram o projeto através de recursos próprios. O orçamento para a sua comercialização foi de uns escassos 1,000$.

## Lançamento
Machinarium foi lançado a 16 de outubro de 2009 para Microsoft Windows, OS X, Linux, a 8 de setembro de 2011 para iPad 2 na App Store, a 21 de novembro de 2011 para BlackBerry PlayBook, a 10 de Maio de 2012 para Android, a 6 de setembro de 2012 na PlayStation Network na Europa, , a 9 de outubro de 2012 na América do Norte e a 18 de outubro de 2012, na Ásia, e também foi lançado para PlayStation Vita no dia 26 de Março de 2013 na América do Norte, em 1 de Maio de 2013 na Europa e em 7 de Maio de 2013 na Ásia. Demonstrações para Windows, Mac e Linux foram disponibilizados a 30 de setembro de 2009. Um futuro lançamento para o serviço da Nintendo Wii WiiWare foi cancelado em novembro de 2011 devido ao seu limite de 40MB.
As versões para Microsoft Windows, OS X, Linux e Android foram lançadas, integradas no Humble Indie Bundle para Android 4 a 8 de novembro de 2012 para aqueles que tivessem pago acima do preço médio. A versão para Windows Phone foi lançada a 22 de Março de 2014.

## Acolhimento

### Crítica
Machinarium teve uma boa receção aquando do seu lançamento, somando pontuações médias de 84.78% e 85% nos agregadores GameRankings e Metacritic, respetivamente.
Em 2008 ganhou o prémio de Estética no IndieCade (festival internacional de jogos independentes). Conseguiu o prémio para Excelência nas Artes Visuais no 12.º Independent Games Festival e para Melhor Banda Sonora da PC Gamer em 2009. Foi também nomeado para um Prémio de Mérito em Direção de Artes pela Academia das Artes e Ciências Interativas, para além de um prémio Milthon para Melhor Jogo Independente no Festival de Videojogos de Paris.

### Amnistia pirata
A 5 de agosto de 2010, foi anunciado que segundo as estimativas dos desenvolvedores Amanita Design que apenas 5 a 15% dos jogadores tinham comprado Machinarium. Num esforço por aumentar o volume de vendas, o preço foi reduzido temporariamente de 20$ para 5$ até 12 de agosto desse ano para que os piratas se pudessem redimir, apesar de a oferta não ser exclusiva a estes. A campanha acabou por ser prolongada por quatro dias, e resultou na venda de 20,000 cópias adicionais por todo este período.

### Vendas
Machinarium vendeu mais de 4 milhões de cópias até 15 de julho de 2016, com 49% delas destinadas a PC, 44% a dispositivos móveis e 7% a consolas.

## Representação noutros meios
Josef foi incluído como personagem jogável em Super Meat Boy, e aparece em vários outros videojogos, entre eles o puzzle ilomilo, no pacote de conteúdo para Runner2, Good Friends e também noutro videojogo da Amanita Design, Botanicula. Foi também incluído no alfabeto de Personagens de Videojogos, criado por Fabian Gonzalez.